# 納克斯

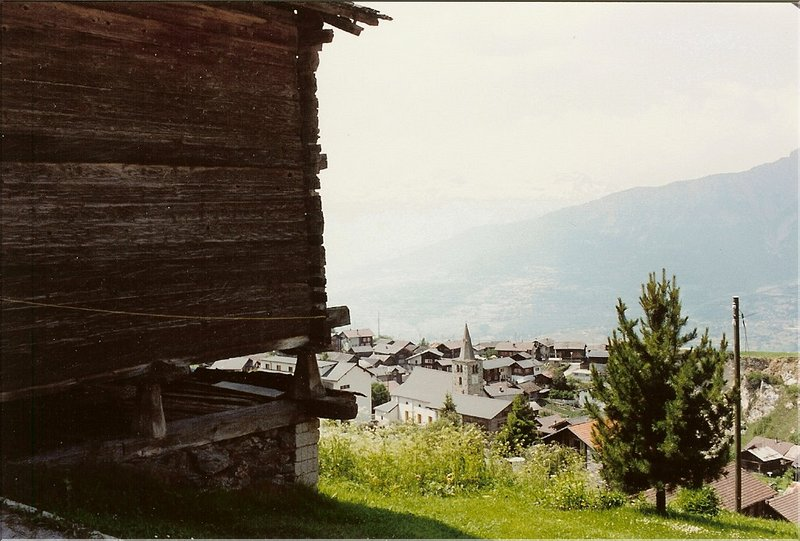

納克斯是瑞士的城鎮，位於該國南部，由瓦萊州負責管轄，面積24.5平方公里，海拔高度1,286米，2002年人口403，八成半人口信奉羅馬天主教，人口密度每平方公里16人。

## 外部連結
- Official website （页面存档备份，存于）